# Allen megye (Louisiana)
Allen megye az Amerikai Egyesült Államokban, azon belül Louisiana államban található. Megyeszékhelye Oberlin, legnagyobb városa Oakdale. Lakosainak száma 22 750 fő (2020. április 1.). Allen megye Rapides, Vernon, Evangeline, Jefferson Davis és Beauregard megyékkel határos.

## Népesség
A megye népességének változása:
| Lakosok száma | 25 736 | 25 699 | 25 533 | 25 537 | 25 683 | 22 750 |
|               | 2010   | 2011   | 2012   | 2013   | 2015   | 2020   |